# Sueco-finlandeses

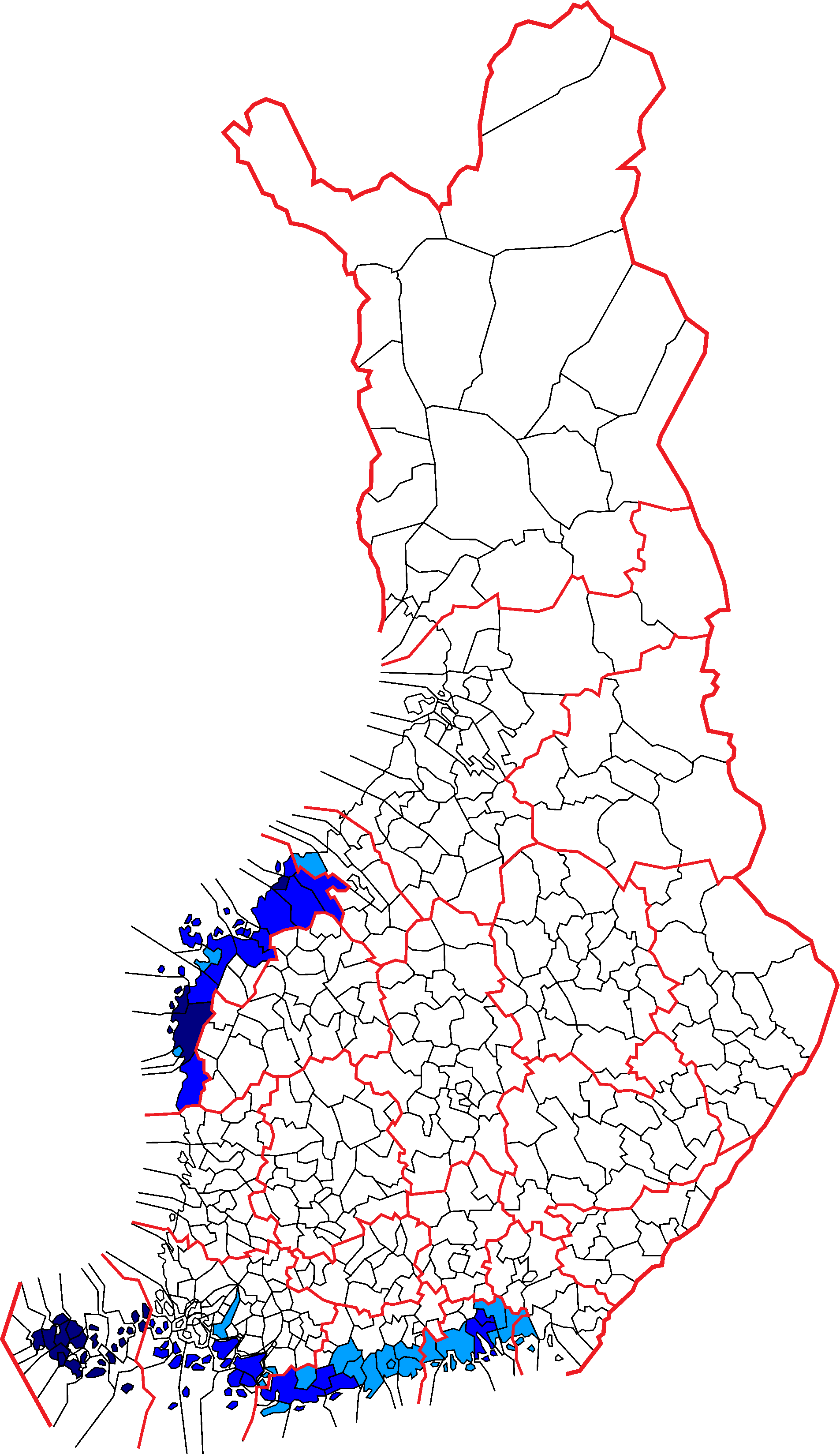
Municípios da Finlândia com o sueco como uma língua oficial:
municípios monolíngues em finlandês
municípios bilíngues com maioria em finlandês
municípios bilíngues com maioria em sueco
municípios monolíngues (92-94%) em sueco
Nota: Mais de 17.000 suecófonos finlandeses vivem em municípios oficialmente monolíngues em finlandês e, portanto, não representados no mapa.

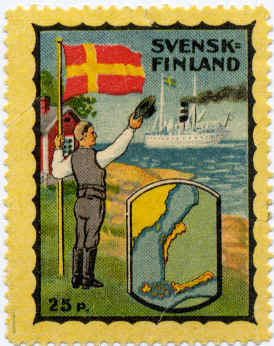
Selo envelope (não postal) emitido pelo Partido do Povo Sueco em 1922. Nele observa-se a bandeira sueco-finlandesa (finlandssvenska flaggan)

Os Sueco-Finlandeses – em sueco finlandssvenskar e em finlandês suomenruotsalaiset – são uma minoria de língua sueca na Finlândia.

Atualmente são aproximadamente 290 000, constituindo cerca de 5,5% da população total do país. Além disso, há cerca de 60 000 sueco-finlandeses na Suécia.

Estão concentrados principalmente em duas regiões costeiras – Costa Ocidental junto ao Golfo da Finlândia (Österbotten) e Costa Sul junto ao Golfo de Bótnia (Nyland e Östnyland) – assim como no Arquipelágo da Finlândia e nas ilhas Åland.

## Cidades finlandesas com maior população Sueco-Finlandesa[3]
| Cidade     | Sueco-Finlandeses |
| ---------- | ----------------- |
| Helsínquia | 35 124            |
| Esbo       | 20 136            |
| Borgå      | 15 236            |
| Vasa       | 14 524            |
| Ekenäs     | 19 094            |
| Jakobstad  | 11 090            |
| Mariehamn  | 9 646             |
| Åbo        | 9 167             |

## Sueco-Finlandeses notáveis
Muitos sueco-finlandeses têm sido personalidades notáveis  da Finlândia:

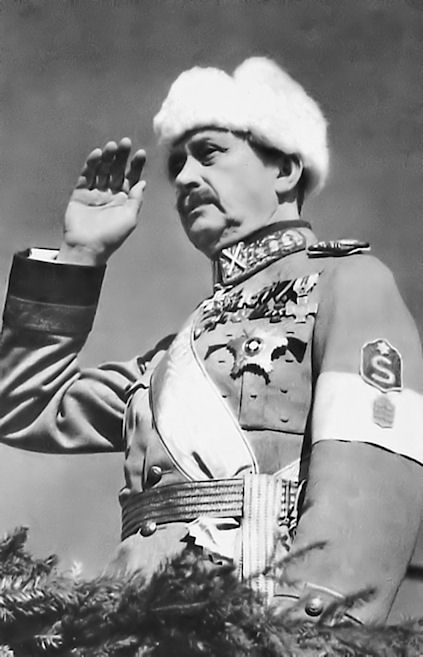
Gustaf Mannerheim
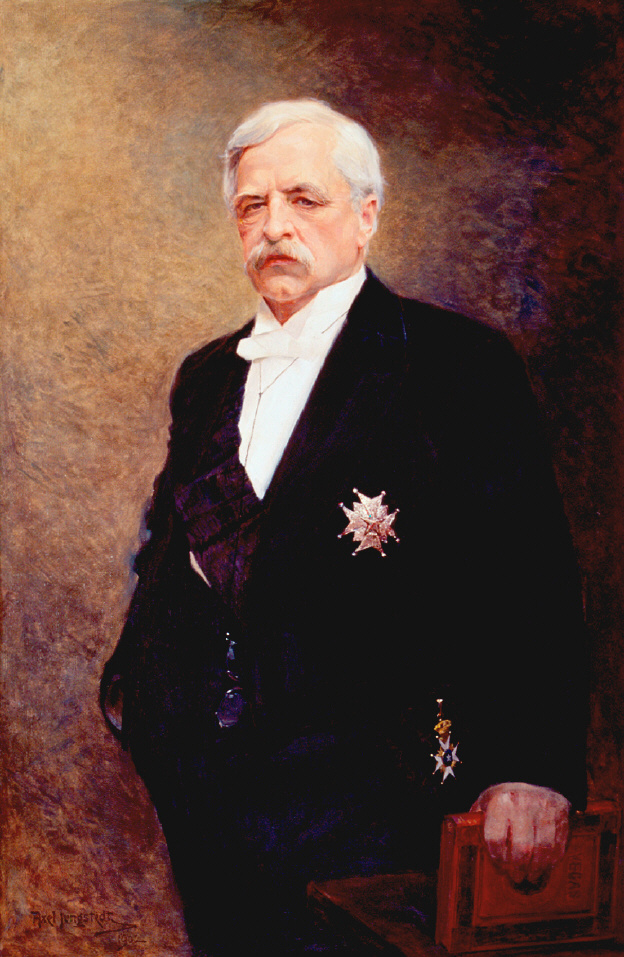
Adolf Erik Nordenskiöld
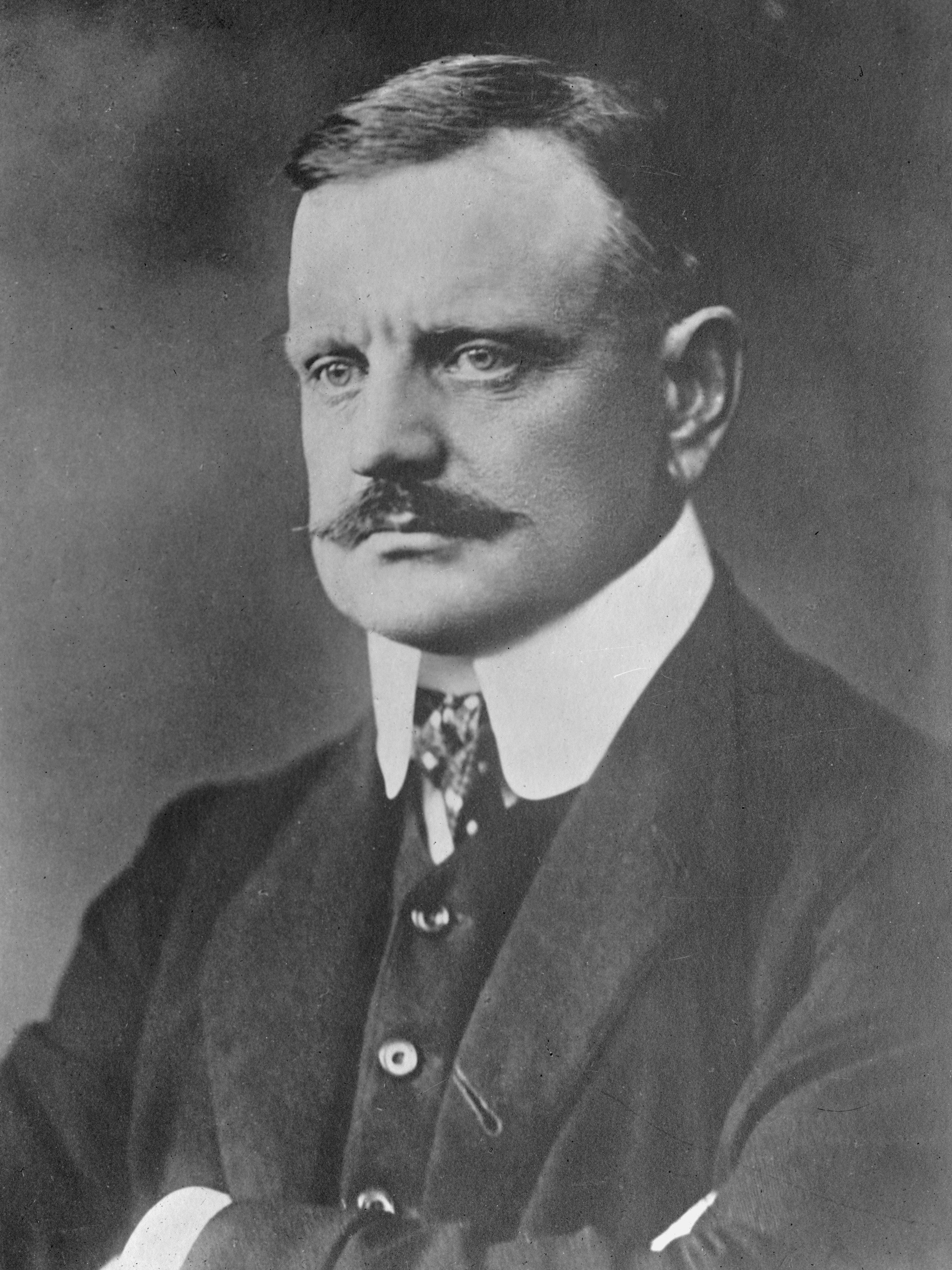
Jean Sibelius
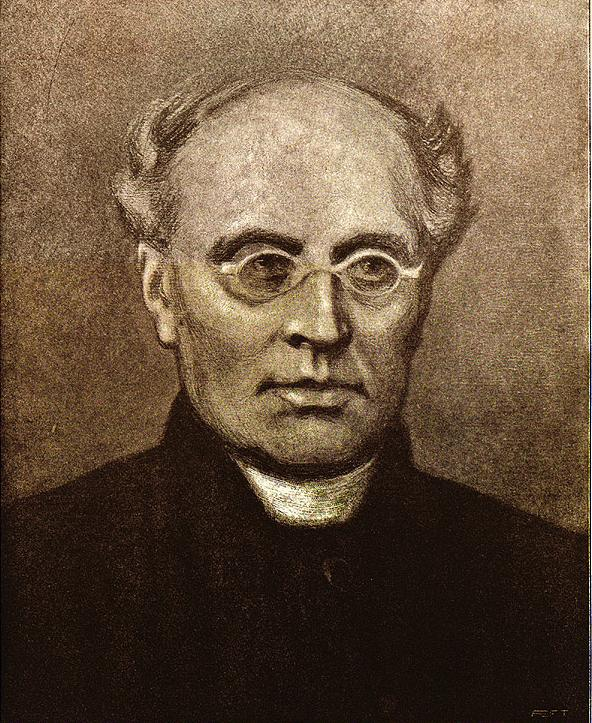
Johan Ludvig Runeberg
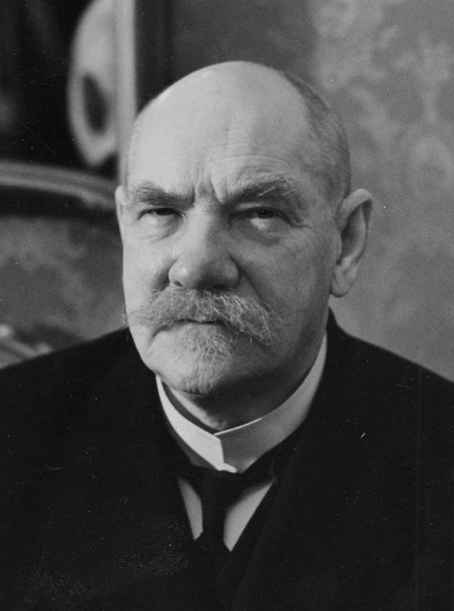
Pehr Evind Svinhufvud
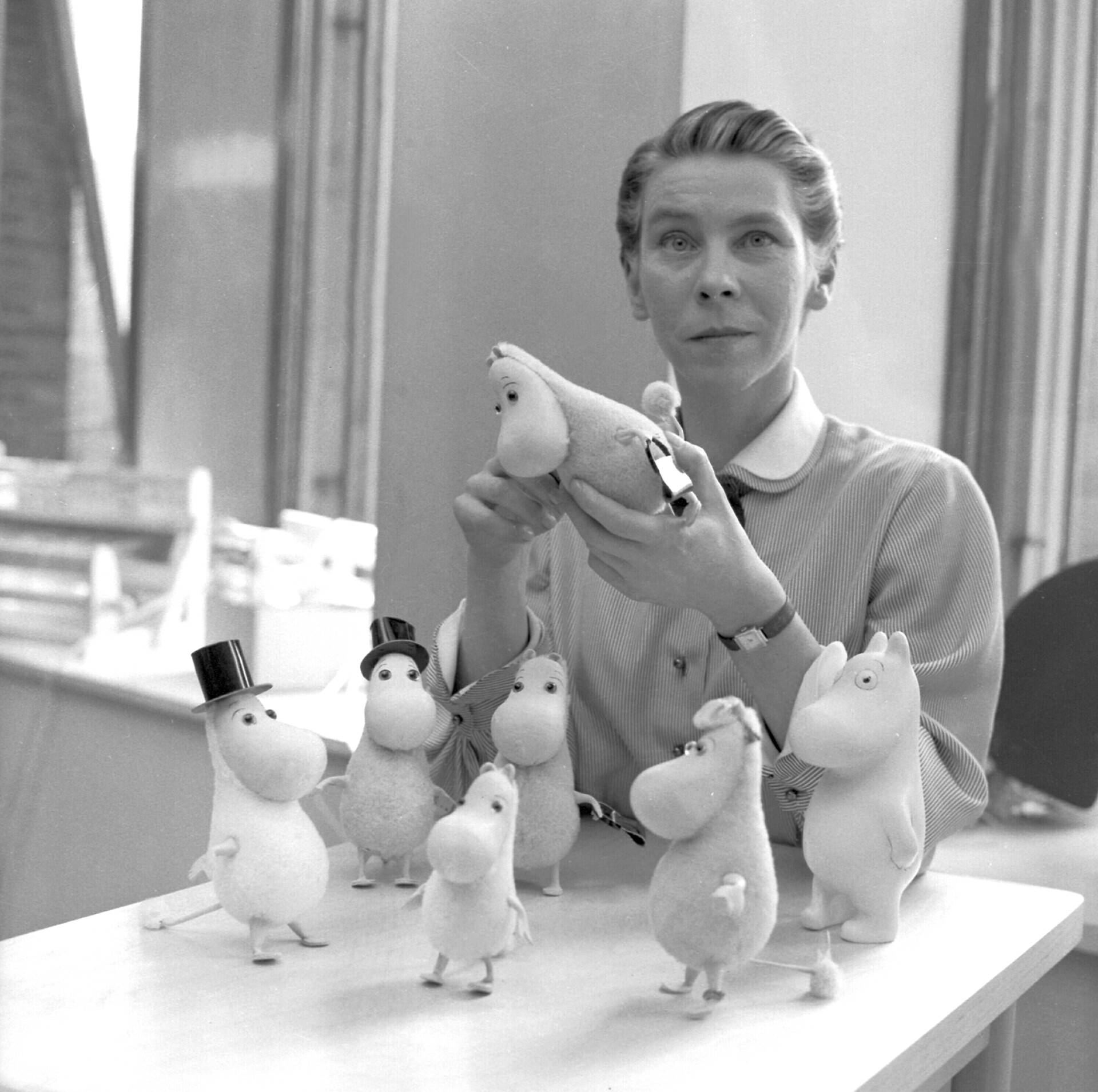
Tove Jansson
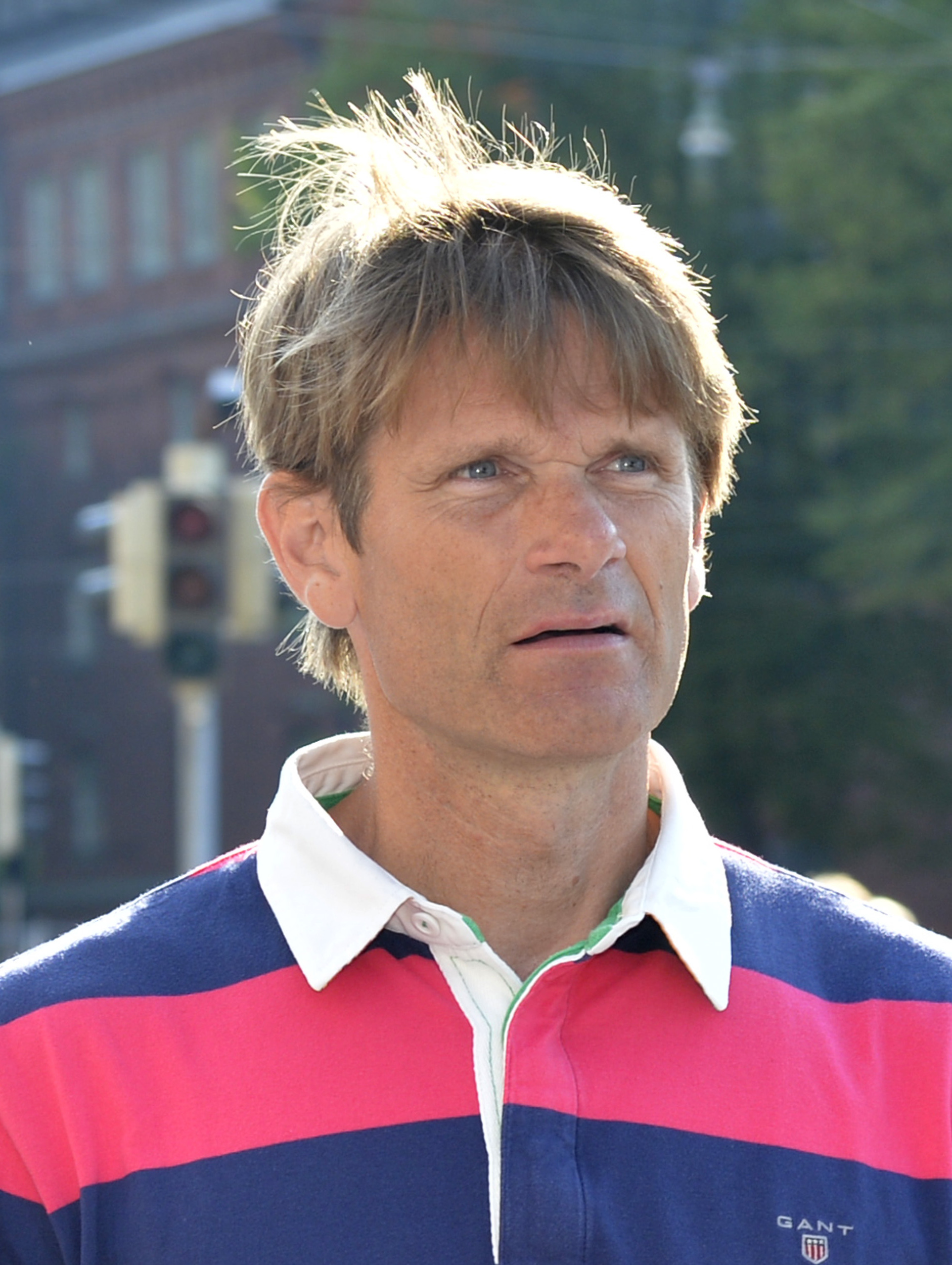
Marcus Grönholm
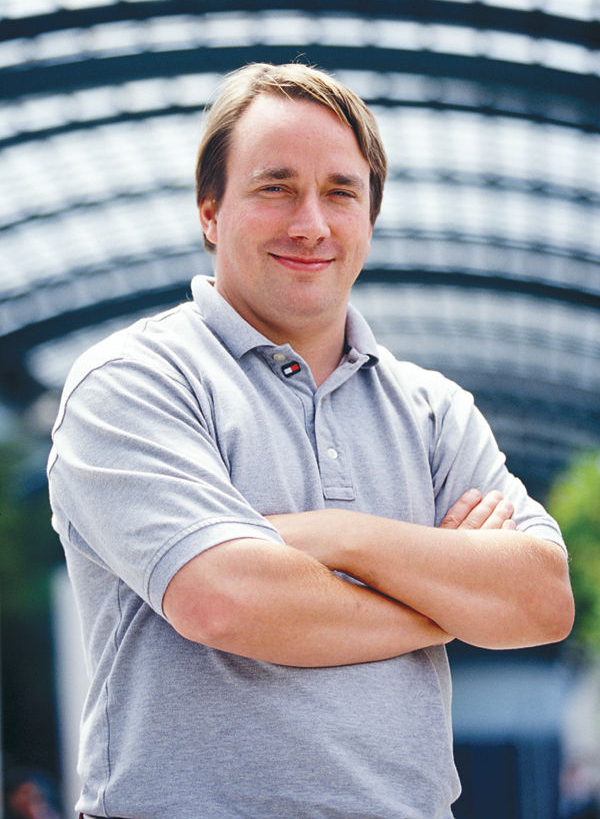
Linus Torvalds
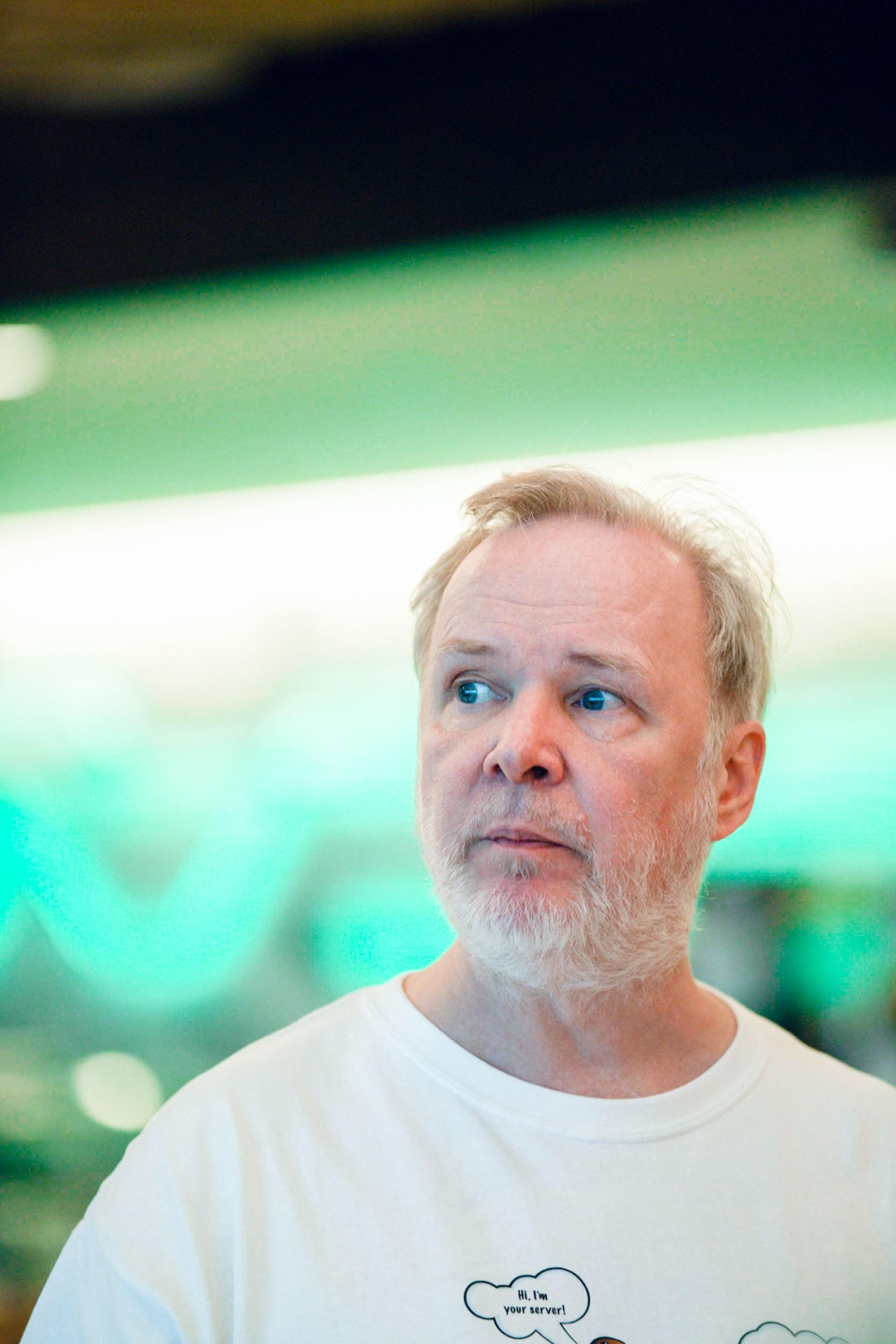
Michael Widenius